# Acrosorus pectinatus
Acrosorus pectinatus är en stensöteväxtart som beskrevs av Barbara S. Parris. Acrosorus pectinatus ingår i släktet Acrosorus och familjen Polypodiaceae. Inga underarter finns listade.